# Meri (politická strana)
Meri (hebrejsky: מר״י‎, doslova Revolta, současně akronym pro Machane radikali jisra'eli, Izraelský radikální tábor) byla izraelská politická strana existující v 60. a 70. letech 20. století. Původně se jmenovala ha-Olam ha-ze – Koach chadaš.

## Okolnosti vzniku a ideologie strany
Stranu založil v polovině 60. let Uri Avnery, vydavatel radikálního ale poměrně vlivného časopisu ha-Olam ha-ze (Tento svět) pod názvem ha-Olam ha-ze – Koach chadaš. Ve volbách roku 1965 tato strana překvapivě uspěla. Získala 1,2 % hlasů a poslanecký mandát pro Uriho Avneryho. Ve volbách roku 1969 strana dále posílila. Obdržela sice opět 1,2 % hlasů, ale byly jí přiděleny dva poslanecké mandáty. Kromě Uriho Avneryho tak v Knesetu zasedl i jeho novinářský kolega z časopisu ha-Olam ha-ze Šalom Kohen. Strana se pak ale rozpadla, když pro vzájemné neshody odešel 4. ledna 1972 Šalom Kohen ze strany a vystupoval nadále v parlamentu jako nezařazený poslanec. V poslaneckém klubu tak zůstal jen Uri Avnery. Ten stranu 3. července 1973 přejmenoval na Meri. Ve volbách roku 1973 ovšem tato strana neuspěla. Před volbami roku 1977 se Meri sloučila s dalšími radikálně levicovými formacemi jako Moked, Si'a socjalistit acma'it (Nez. socialistická frakce) a také některými aktivisty hnutí izraelských Černých panterů do nové levicové strany nazvané Machane smol le-Jisra'el (Levicový tábor Izraele), která v Knesetu získala dvě křesla, o které se pak formou rotace dělilo pět hlavních funkcionářů včetně Avneryho.